# Zenão de Sídon
Zenão de Sídon (c. 150-c. 75 a.C.) foi um filósofo epicurista. Seus escritos não sobreviveram, mas existem algumas epítomes de suas palestras preservadas entre os escritos de seu pupilo Filodemo.

## Vida
Zenão era da cidade de Sídon, na Fenícia, como seu nome implica. Foi um contemporâneo de Cícero, que o ouviu quando estava em Atenas.
Foi algumas vezes denominado o "Epicuro principal" (em latim: Coriaphaeus Epicureorum). Cícero declara que Zenão era desdenhoso de outros filósofos, tendo mesmo chamado Sócrates de "o Bufão ático." Foi um discípulo de Apolodoro, e Cícero e Diógenes Laércio e ambos o descrevevem como um pensador preciso e refinado.

## Pensamento
Zenão sustentava que a felicidade não é meramente dependente do gozo e da prosperidade presentes, mas também de uma expectativa razoável se sua continuação e apreciação.
Os escritos de Zenão não sobreviveram, mas entre os papiros queimados permanece o da Vila dos papiros em Herculano, há uma Epítome da Condução e do Caráter das Palestras de Zenão escritas por seu pupilo Filodemo. Ela contém os ensaios Sobre a Crítica Franca e Sobre a Irritação.
Zenão também estudou filosofia da matemática baseada na derivação de todo conhecimento da experiência. Ele criticou Euclides, procurando mostrar que as deduções dos princípios fundamentais (em grego:  ἀρχαί) de geometria não podem, por si mesmas, ser provadas:
| “ | [Alguns] admitem os princípios mas negam que as proposições vindas após os princípios possam ser demonstradas a menos que eles concedam algo que não esteja contido nos princípios. Este método de controvérsia foi seguido por Zenão de Sidon, que pertencia à escola de Epicuro, e contra quem Posidônio tinha escrito um livro inteiro. | ” |